# Prejna
Prejna – wieś w Rumunii, w okręgu Mehedinți, w gminie Balta. W 2011 roku liczyła 287 mieszkańców.